# Tramway de Matsuyama
Le tramway de Matsuyama est le réseau de tramways de la ville de Matsuyama au Japon. Il est exploité par la compagnie Iyotetsu et comporte cinq lignes commerciales.

## Historique
Les différentes lignes du réseau sont construites entre 1895 et 1947. L'électrification débute en 1911.

## Caractéristiques

### Lignes (tronçons)
Il y a officiellement cinq tronçons.
- Ligne Jōhoku (城北線) : Komachi - Heiwadōri-Itchōme
- Ligne Jōnan (城南線) :  Dōgo-Onsen - Nishi-Horibata, Kami-Ichiman - Heiwadōri-Itchōme
- Ligne Honmachi (本町線) : Nishi-Horibata - Honmachi-Rokuchōme
- Ligne Ōtemachi(大手町線) : Nishi-Horibata - Matsuyama-Ekimae - Komachi
- Ligne Hanazono (花園線) : Matsuyamashi-Ekimae - Minami-Horibata

### Lignes commerciales
Le réseau comporte cinq lignes commerciales. Elles circulent sur un ou plusieurs tronçons figurant ci-dessus. La ligne 4 n'existe pas car le chiffre 4 porte malheur au Japon (comme le 13 en occident) à cause de son homophonie avec le mot mort.
| Ligne | Trajet |
| ----- | --- |
|       | Matsuyamashi-Eki - Minami-Horibata - Komachi - Kami-Ichiman - Minami-Horibata - Matsuyamashi-Eki (Opère uniquement dans ce sens.) |
|       | Matsuyamashi-Eki - Minami-Horibata - Kami-Ichiman - Komachi - Minami-Horibata - Matsuyamashi-Eki (Opère uniquement dans ce sens.) |
|       | Matsuyamashi-Eki - Kami-Ichiman - Dōgo-Onsen                                                                                      |
|       | JR Matsuyama-Ekimae - Minami-Horibata - Kami-Ichiman - Dōgo-Onsen                                                                 |
|       | Honmachi-Rokuchōme - Kami-Ichiman - Dōgo-Onsen                                                                                    |

Le réseau est également parcouru par le Botchan Ressha, une réplique d'un ancien tramway à vapeur ayant circulé à Matsuyama. Son nom est une référence au roman Botchan. Le train effectue des aller-retours entre Dōgo-Onsen et Matsuyamashi-Eki, et entre Dōgo-Onsen et Komachi.

### Matériel roulant

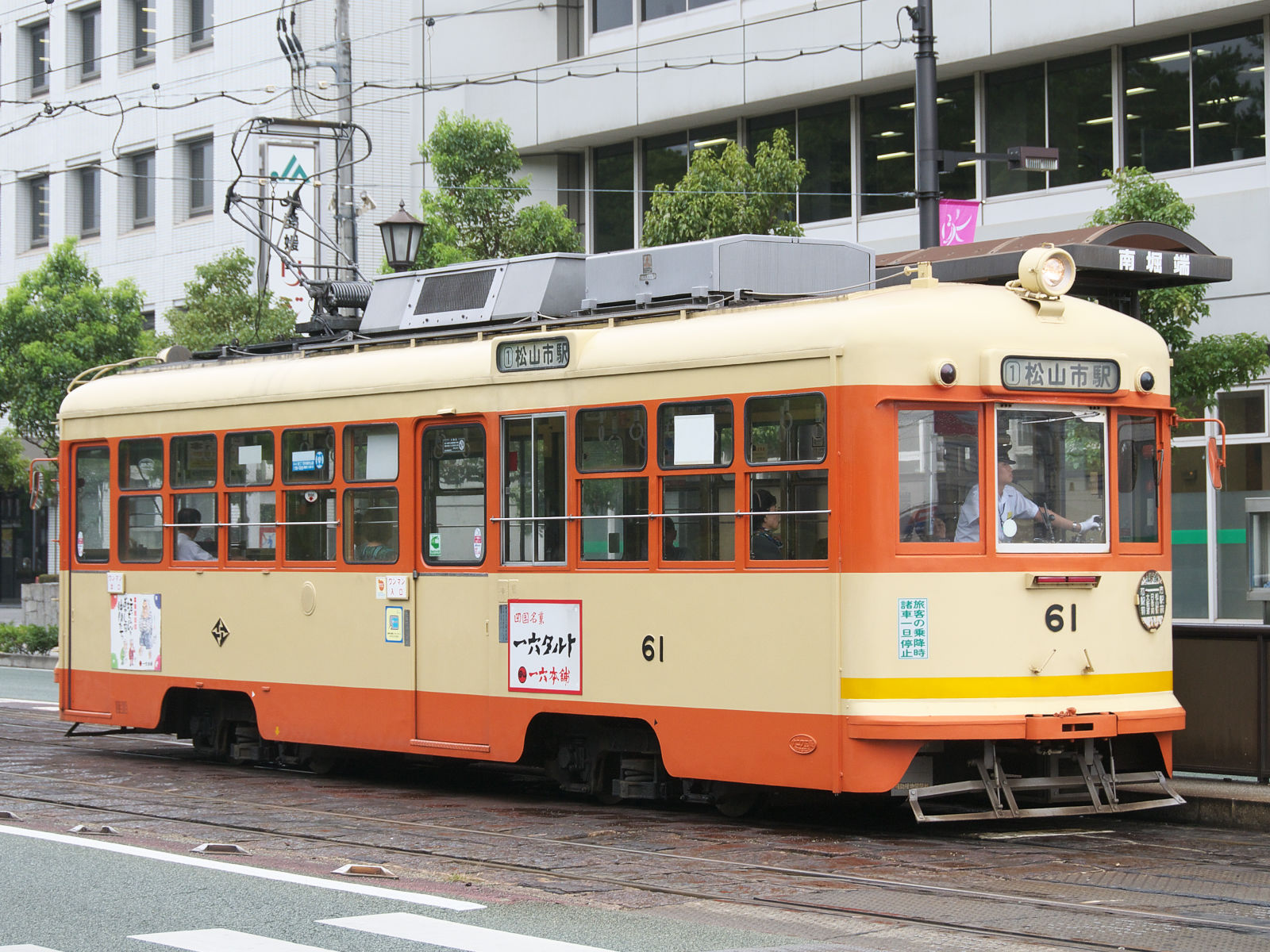
Série 50
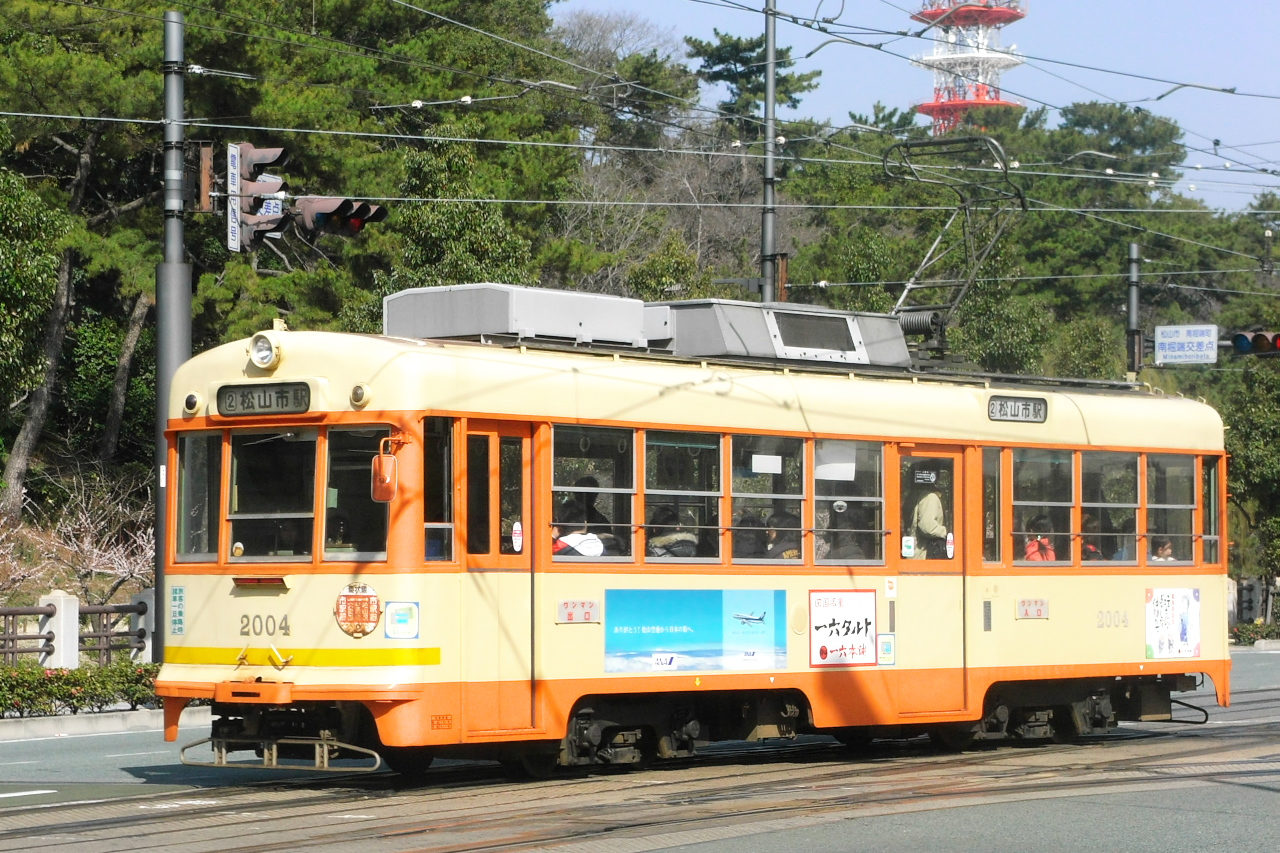
Série 2000
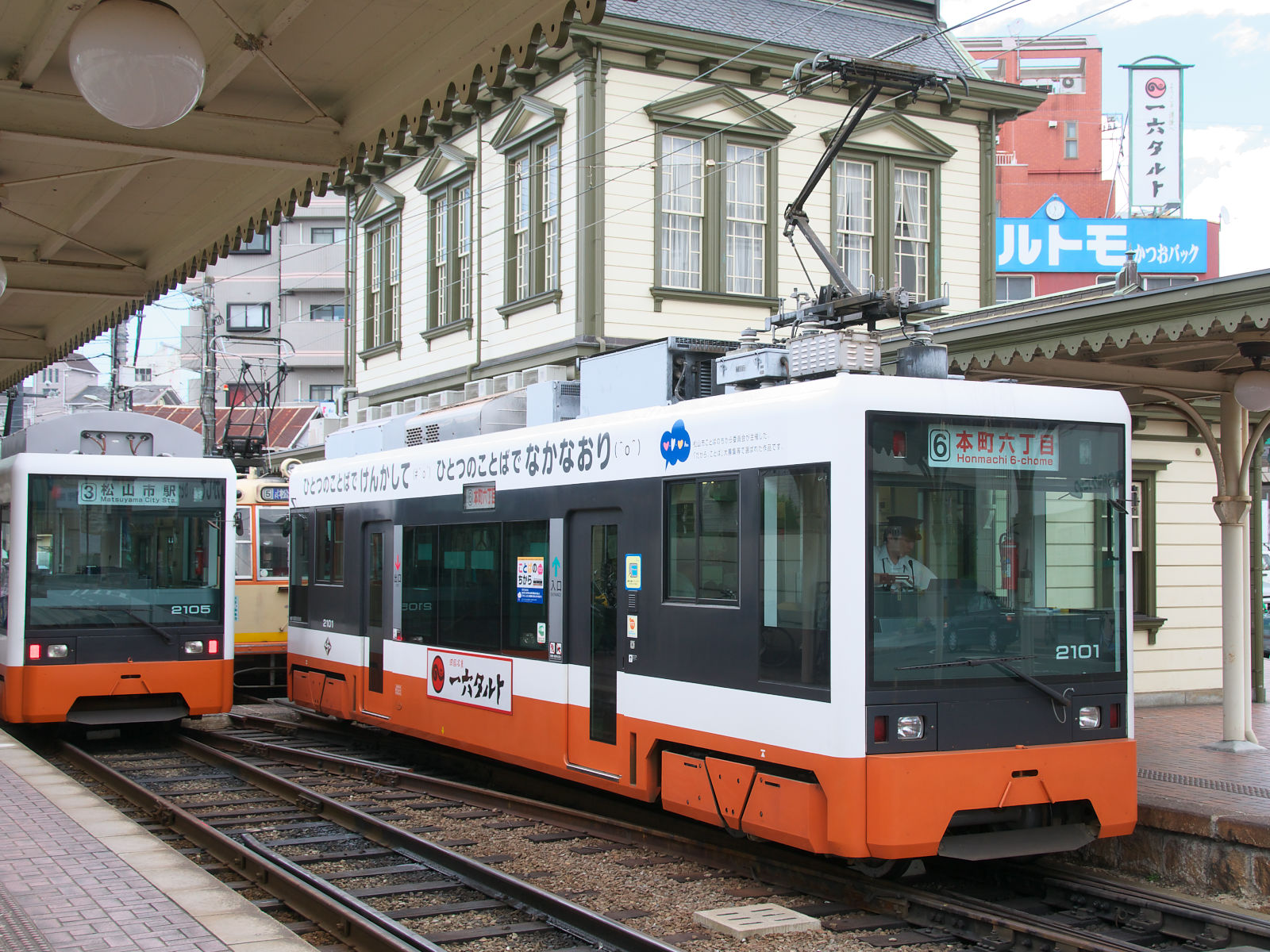
Série 2100
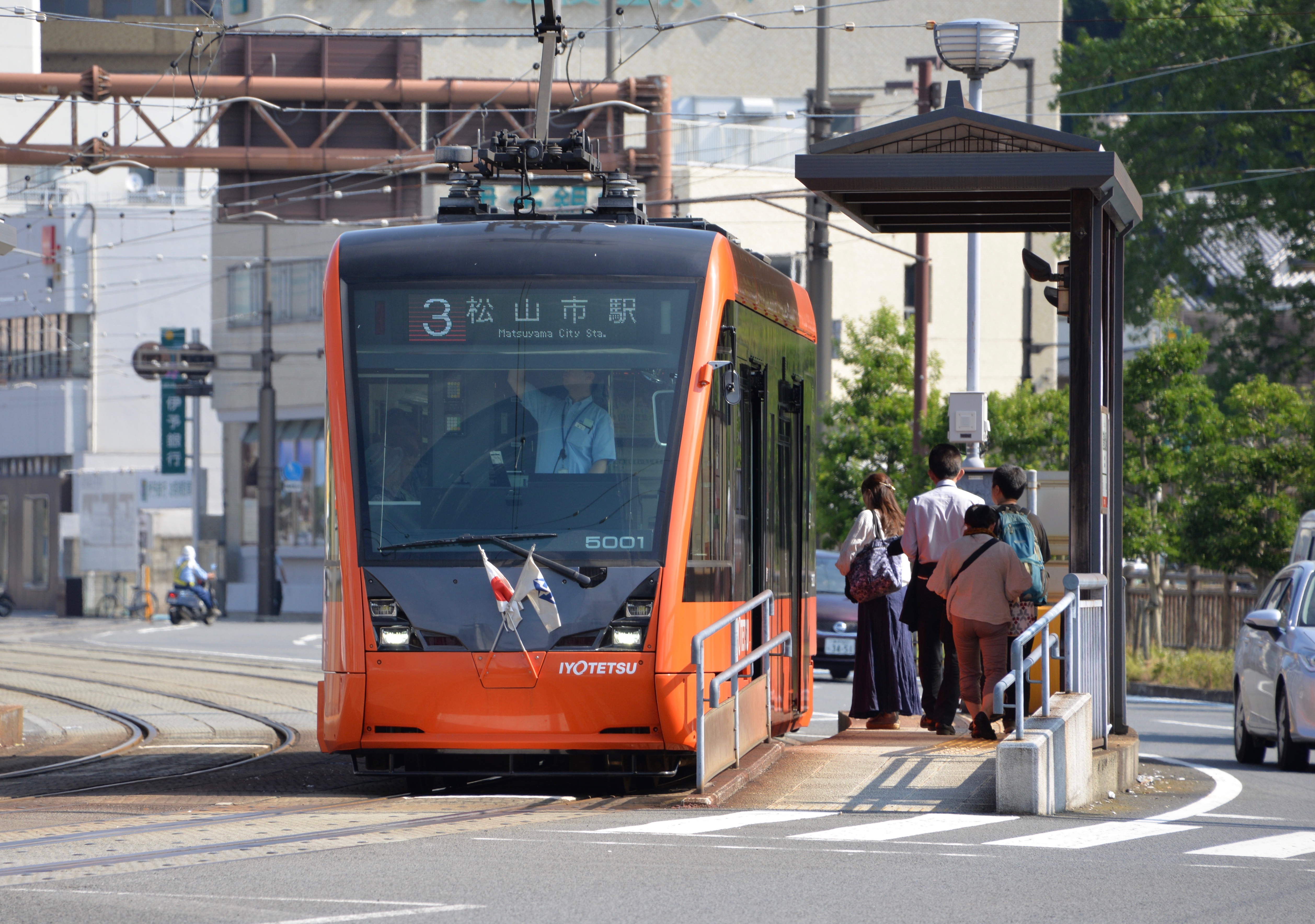
Série 5000
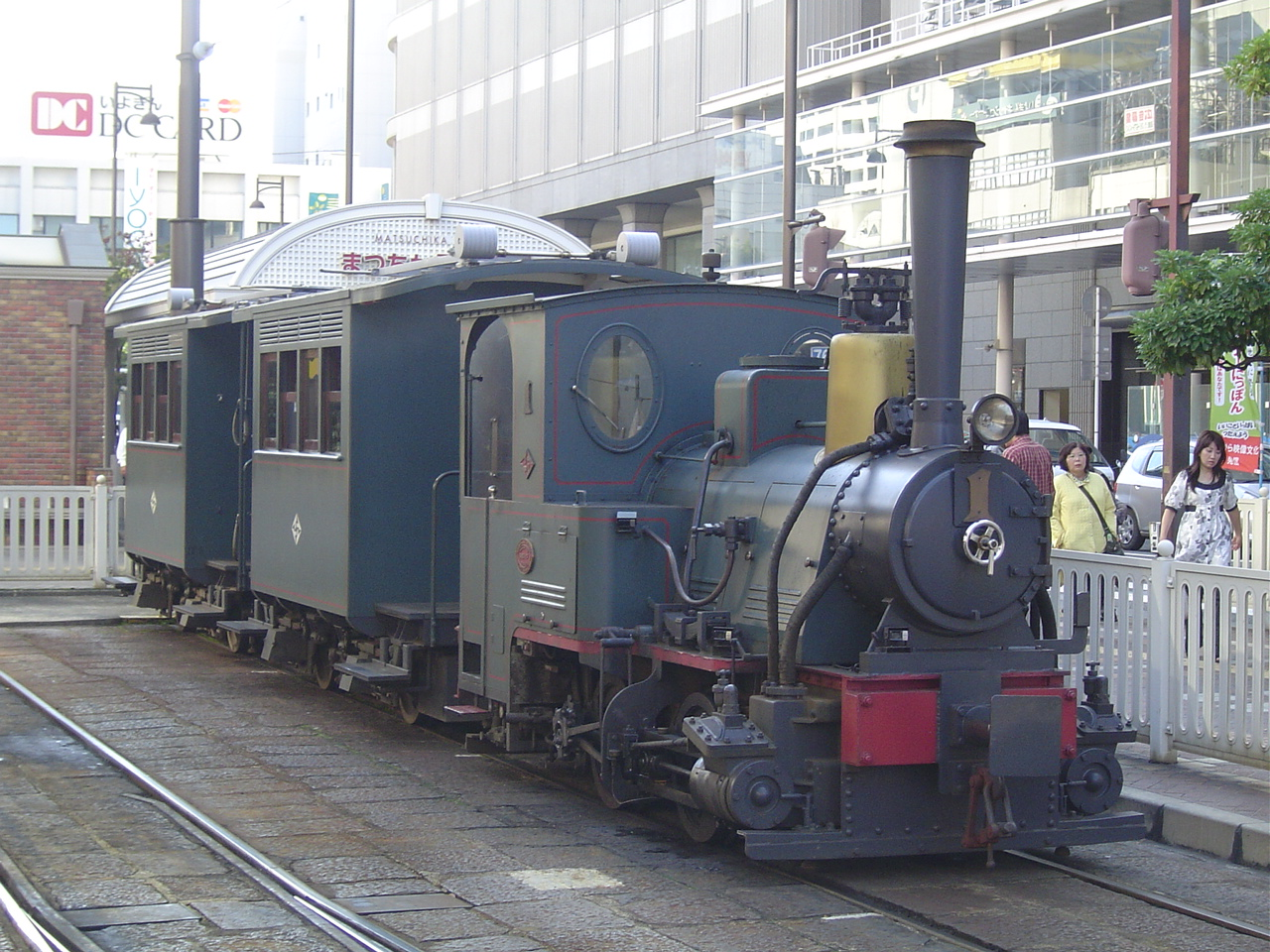
Botchan Ressha